# Officier de la Marine royale française
Pour les articles homonymes, voir Officier de marine.
 (mars 2025).

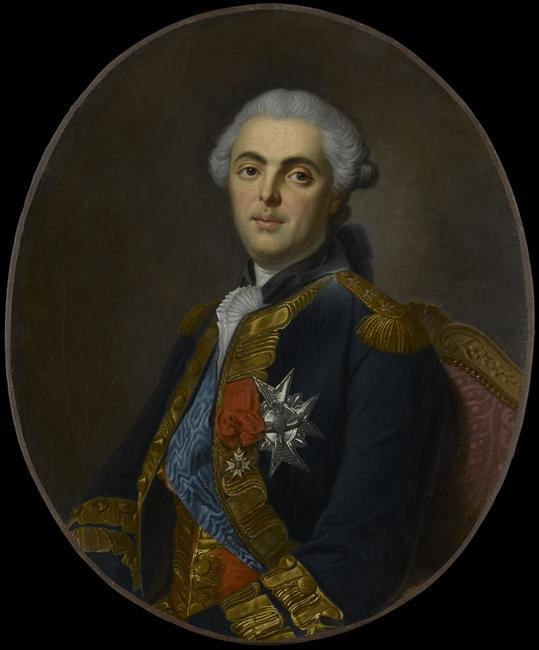
Un officier de marine (inconnu) en grand uniforme au milieu du XVIIIe siècle.

Officier de la Marine royale française regroupe le corps des officiers dans la Marine royale en France sous la monarchie et les deux empires.

## Historique
La Marine royale française a été créée en 1624 sous l'impulsion du cardinal de Richelieu, elle continue sous la monarchie puis sous les deux empires jusqu'à la chute de la monarchie en 1848.

## Description
Dans la Marine royale, le corps des officiers était divisé en trois groupes : les « officiers subalternes » (enseigne de vaisseau, lieutenant de vaisseau), les « officiers supérieurs » (capitaine de corvette, capitaine de frégate, capitaine de vaisseau) et les « officiers généraux » (chef d'escadre, lieutenant général, vice-amiral), placés sous le commandement de l'Amiral de France.

## Formation des officiers
Initiée par Richelieu en 1626, la formation des officiers est structurée en 1669 par Colbert qui crée les « Compagnies des gardes de la marine » et ouvre deux sites de formation à Rochefort et Toulon. Puis dans les années 1680 c'est son fils Jean-Baptiste Colbert de Seignelay qui ouvre un troisième site à Brest et met en place une formation spécifique avec une flotte de trois frégates. Sous le règne de Louis XV, est créée la compagnie des « gardes du pavillon », puis, pour essayer de résoudre le problème récurrent que pose les gardes de la marine, il crée en 1773 l'École royale de la Marine du Havre. Première école navale, elle remplace les formations existantes, mais Louis XVI ferme la nouvelle école en 1775 pour retourner à la situation précédente.